# Tonplatta
Tonplatta benämns inom grafisk teknik en enfärgad yta, som i tryck antingen utgörs av en eller flera tryckfärger.